# Carol Bueno
Carolina Bueno (São Paulo, 28 de outubro de 1974 - São Paulo, 4 de janeiro de 2021) foi uma arquiteta, urbanista e empresária brasileira. Foi sócia-fundadora do escritório de arquitetura franco-brasileiro Triptyque, sendo a única mulher e membro não-francesa do grupo de quatro fundadores.

## Biografia
Carol Bueno nasceu na cidade de São Paulo no ano de 1974.
Em 1999, formou-se arquiteta na École d'Architecture Paris-La Seine (ENSAPVS) vinculada a Universidade de Paris, na capital francesa. Também estudou em outros países europeus como a Suíça e a Itália.

## Carreira
No ano seguinte à sua graduação, fundou o escritório de arquitetura Triptyque, junto com outros três colegas de faculdade: Grégory Bousquet, Guillaume Sibaud e Olivier Raffaëlli, todos franceses. O escritório nasceu da ânsia dos franceses de conhecerem novos países e ter contato com uma nova arquitetura - e a de Carolina de voltar para casa. O escritório é considerado um dos mais importantes do país, fazendo uma ponte entre o Brasil e a Europa.
No ano de 2018, o escritório saiu da Avenida Europa, nos Jardins, para mudar-se para a região central de São Paulo. Sobre a mudança de endereço, Bueno comentou “meus clientes falam: ‘É lá na cidade, vocês estão na cidade, né?’. É, a gente está na cidade", em entrevista ao Design Lab TV.
Seu trabalho é conhecido pelo uso de madeira em construção de prédios comerciais, a ideia de "arquitetura tropical", como ela chamava. Os prédios compostos por Carolina envolvem o diálogo entre o meio urbano e a natureza. Possui obras assinadas em cidades como São Paulo e o Rio de Janeiro.
Além de sua trajetória como arquiteta e urbanista, Carol Bueno foi uma das fundadoras do bloco carnavalesco Acadêmicos do Baixo Augusta, no qual foi a responsável pela cenografia de todos os desfiles.

## Morte
Carolina Bueno faleceu na madrugada de 4 de janeiro de 2021, aos 46 anos. A morte foi confirmada por seu escritório por meio de nota: "A Triptyque Architecture manifesta profundo pesar pelo falecimento de Carol Bueno, 46 anos, sócia fundadora da Triptyque, depois de um ano de corajosa batalha por sua saúde. A arquitetura perde hoje uma profissional brilhante, engajada na transformação por cidades mais abertas e inclusivas e pelo respeito ao meio ambiente."
Carolina lutava contra um câncer no cérebro, por mais de um ano. Ela deixou uma filha, Zoe, então com oito anos.